# Dillo (woreda)
Pour le navigateur web, voir Dillo.
Dillo est un woreda du sud de l'Éthiopie, situé dans la zone Borena de la région Oromia.
Le woreda Dillo n'est pas mentionné en 2006 dans l'Atlas of the Ethiopian Rural Economy mais il figure sur une carte de 2015 où il est limitrophe du Kenya et entouré par les woredas Teltele, Yabelo et Dire.
Absent du recensement de 2007, il est vraisemblablement créé aux dépens de Dire entre 2008 et 2014[réf. souhaitée].
Une carte à fin 2021 suggère une extension de Dillo, la création d'un  woreda au nord-est de Teltele et une nouvelle subdivision de Dire[réf. souhaitée].